# Frederick Sullivan
Frederick Sullivan, all'anagrafe Frederic Richard "Dickie" Sullivan (Londra, 18 luglio 1872 – Los Angeles, 24 luglio 1937), è stato un attore e regista inglese naturalizzato statunitense.
Era nipote del compositore Arthur Sullivan.

## Filmografia

### Attore
- A Campaign Manageress, regia di Carl Gregory (1913)
- The Memory Tree, regia di Lorimer Johnston (1915)
- You Can't Always Tell, regia di William Garwood (1915)
- The White Terror, regia di Stuart Paton (1915)
- A Tailor-Made Man
- The Face on the Bar-Room Floor, regia di John Ford (1923)
- Beggar on Horseback, regia di James Cruze (1925)
- Winds of Chance, regia di Frank Lloyd (1925)
- The Steeplechaser
- Nido d'amore (Doomsday), regia di Rowland V. Lee (1928)
- Il black Watch (The Black Watch)
- Prince of Diamonds
- Around the Corner, regia di Bert Glennon (1930)
- Once a Gentleman, regia di James Cruze (1930)
- Along Came Youth, regia di Lloyd Corrigan e Norman Z. McLeod (1930)
- Scandal Sheet, regia di John Cromwell (1931)
- The Vice Squad, regia di John Cromwell (1931)
- Murder by the Clock, regia di Edward Sloman (1931)
- Monkey Business - Quattro folli in alto mare (Monkey Business)
- The Road to Reno, regia di Richard Wallace (1931)
- Hot Saturday
- Evenings for Sale
- The Match King
- Lo scandalo dei miliardi (Billion Dollar Scandal), regia di Harry Joe Brown (1933)
- Piroscafo di lusso (Luxury Liner)
- A Lady's Profession
- Blind Adventure
- La guerra lampo dei fratelli Marx (Duck Soup), regia di Leo McCarey (1933)
- All the King's Horses
- Search for Beauty
- Bolero, regia di Wesley Ruggles e da (non accreditato) Mitchell Leisen (1934)
- You're Telling Me!
- Thirty Day Princess
- Hat, Coat, and Glove
- Abbasso le donne (Dames), regia di Ray Enright (1934)
- Gli occhi dell'anima (Pursued), regia di Louis King (1934)
- I Sell Anything
- La granduchessa e il cameriere (Here Is My Heart), regia di Frank Tuttle (1934)
- The Florentine Dagger
- L'uomo che sbancò Montecarlo (The Man Who Broke the Bank at Monte Carlo), regia di Stephen Roberts (1935)

### Regista
- The Grafters (1913)
- The Hoodoo Pearls (1913)
- The Good Within (1913)
- The Big Boss (1913)
- The Adventures of a Diplomatic Freelance
- A Leak in the Foreign Office (1914)
- The Cat's Paw (1914)
- A Debut in the Secret Service (1914)
- His Reward (1914)
- A Mohammedan Conspiracy (1914)
- Gold (1914)
- Zudora, co-regia di Howell Hansel (1914)
- The Country Girl (1915)
- Crossed Wires (1915)
- When the Fleet Sailed (1915)
- Mr. Meeson's Will (1915)
- The Phantom Witness (1916)
- The Spirit of the Game (1916)
- Master Shakespeare, Strolling Player (1916)
- The Fugitive (1916)
- The Fear of Poverty (1916)
- Saint, Devil and Woman (1916)
- The Pillory (1916)
- Divorce and the Daughter (1916)
- Her Life and His (1917)
- When Love Was Blind (1917)
- The Cove of Missing Men (1918)
- The Solitary Sin (1919)
- Sic-Em (1920)
- His Four Fathers (1921)
- His Bitter Half (1921)
- Naughty Mary Brown (1921)
- Southern Exposure (1921)
- Assault and Flattery (1921)
- Spiking the Spooks (1921)
- Oh, Brother! (1921)
- Exit Quietly (1921)
- A Pair of Sexes (1921)
- The Courtship of Myles Standish (1923)

### Sceneggiatore
- His Reward, regia di Frederick Sullivan (1914)
- Ain't Love Grand?, regia di Al Christie (1920)
- Standing Pat, regia di Ford Sterling (1921)

### Produttore
- Cymbeline, regia di Lucius Henderson (1913)